# Johowia octochaeta
Johowia octochaeta är en tvåvingeart som beskrevs av Borgmeier 1971. Johowia octochaeta ingår i släktet Johowia och familjen puckelflugor.
Artens utbredningsområde är Costa Rica. Inga underarter finns listade i Catalogue of Life.